# Tchaj-che (Ťiang-si)
Tchaj-che (čínsky pchin-jinem Tàihé, znaky zjednodušené 泰和, tradiční 泰和) je okres ležící v centru městské prefektury Ťi-an na jihovýchodě provincie Ťiang-si Čínské lidové republiky. Okres leží na levém (západním) břehu řeky Kan. Rozloha okresu je 2666 km², roku 2010 měl 512 000 obyvatel.